# Akeem Agbetu
Akeem Oriyomi Agbetu (* 10. März 1988 in Lagos) ist ein nigerianischer ehemaliger Fußballspieler.

## Karriere
Agbetu spielte während seiner Jugend für den FC Ebedei und wechselte 2007 nach Dänemark zum FC Midtjylland. Dort kam er in zwei Jahren auf acht Einsätze und erzielte zwei Tore. Im Januar 2009 ging der Stürmer in die Türkei zu Kocaelispor. Kocaelispor stieg am Ende der Saison in die 2. Liga ab und Agbetu wechselte zu Sivasspor. Im Trikot von Sivasspor kam der Nigerianer wenig zum Einsatz, weshalb man ihm für die Saison 2010/11 an Samsunspor verlieh.
Am Ende der Saison stieg er mit Samsun in die Süper Lig auf. Agbetu selbst erzielte sieben Tore in der Spielzeit. Zu einer Rückkehr nach Sivas kam es nicht und er spielte für eine Saison für Karşıyaka SK.
In der Saison 2012/13 stand er bei Boluspor unter Vertrag. Bereits zur Winterpause verließ er Boluspor und wechselte zum Ligakonkurrenten TKİ Tavşanlı Linyitspor.
Am letzten Spieltag der Saison 2012/13 erzielte Agbetu in einem dramatischen Abstiegsspiel gegen Göztepe den Siegtreffer in der 79. Minute nach einem ansehnlichen Kombinationsspiel und sicherte damit seinem Verein den Klassenerhalt.
Nachdem Linyitspor zum Sommer 2014 den Klassenerhalt verfehlt hatte, sollte Agbetu zum neu in die zweite Liga aufgestiegenen Verein Giresunspor wechseln, dieser Wechsel platzte jedoch, schließlich unterschrieb Agbetu dann einen Zweijahresvertrag bei Le Havre AC.

## Erfolge
Mit Samsunspor
- Vizemeister der TFF 1. Lig und Aufstieg in die Süper Lig: 2010/11